# لاگ لین ویلیج (کلرادو)
لاگ لین ویلیج (به انگلیسی: Log Lane Village) شهری در ایالت کلرادو کشور ایالات متحده آمریکا است که جمعیت آن در سرشماری سال ۲۰۱۰ میلادی، ۸۷۳ نفر بوده‌است.